# Аршамбо I де Бурбон
Аршамбо́ I Франк (фр. Archambaud I le Franc; 930/940 — около 990), сеньор де Бурбон с около 959, сын сеньора Аймона I и Альдезинды.

## Биография
Впервые упомянут в 954 году в акте отца, сделавшего пожалование монастырю в Клюни. Точно не известно, когда он наследовал отцу, возможно около 959 года. Аршамбо изменил название родового замка Бурбон, добавив к нему своё имя, вследствие чего получилось Бурбон-л’Аршамбо (фр. Bourbon l'Archambault).

## Брак и дети
Жена: с около 960 года Ротардис. Дети:
- Аршамбо II де Бурбон (ум. 1031/1034), сеньор де Бурбон

Также у него было ещё несколько детей (как минимум трое), неизвестных по имени, один из которых имел сына Жеро, упомянутого в акте 1024 года.